# Spominski znak Razkrižje 1991
Spominski znak Razkrižje 1991 je spominski znak Slovenske vojske, ki je namenjen pripadnikom TO RS, ki so sodelovali pri spopadu na Razkrižju leta 1991.

## Opis
Znak ima obliko ščita iz poznogotskega obdobja, je velik 35 mm in v najširšem delu širok 30 mm. Kovan je iz 2 mm debelega bakra, pozlačen in pobarvan. V zgornjem delu je 3,5 mm velik napis RAZKRIŽJE. Zgodrnji del znaka je moder, pod njim so zelena drevesa, belo-rdeča hiša in nekaj oražnih eksplozij. V osrednjem in spodnjem delu znaka sta na travnato zeleni podlagi dva črna tanka in gadje zeleno pobočje z drevjem. V spodnjem delu znaka je napis, visok 3 mm, 28.VI.1991. napisi na znaku, obrobe in črte med barvami so polirani ter pozlačeni. Znak je prevlečen s prozornim poliestrskim emajlom. Na zadnji strani je priponka.

## Nadomestne oznake
Nadomestna oznaka je modre barve z zlatim lipovim listom, ki ga križa puška.

## Nosilci
- seznam nosilcev spominskega znaka Razkrižje 1991